# Pachydactylus etultra
Pachydactylus etultra là một loài thằn lằn trong họ Gekkonidae. Loài này được Branch, Jackman & Heinicke mô tả khoa học đầu tiên năm 2011.